# Мороз Ярослав Андрійович
Яросла́в Андрі́йович Моро́з (1988—2022) — український військовик, сапер-водолаз 1 відділення розвідки взводу розвідки спеціального призначення 2 батальйону ОЗСП «Азов», який загинув під час відбиття російського вторгнення в Україну в 2022 році.

## Життєпис
Народився 22 листопада 1988 року в селі Бистрик, Житомирська область.
Закінчив історичний факультет Віниицького державного педагогічного університету імені Коцюбинського. Любив книги, подорожі та Україну. Займався східними бойовими мистецтвами, пауерліфтінгом. Став на захист України у 2014 році.
Із 2015 року обіймав посаду сапера-водолаза 1-го відділення розвідки взводу розвідки спеціального призначення 2-го батальйону ОЗСП «Азов».
Звання старший солдат.
Загинув 28 березня 2022 на проспекті Миру в Маріуполі під час бою.

## Нагороди
- «За участь в Антитерористичній операції»
- Орден «За мужність» ІІІ ступеня (посмертно)[4]

## Вшанування пам'яті
Біографічну статтю про Ярослава Мороза вміщено в меморіальному виданні «Янголи Маріуполя» (Вінниця, 2025).